# Autobus

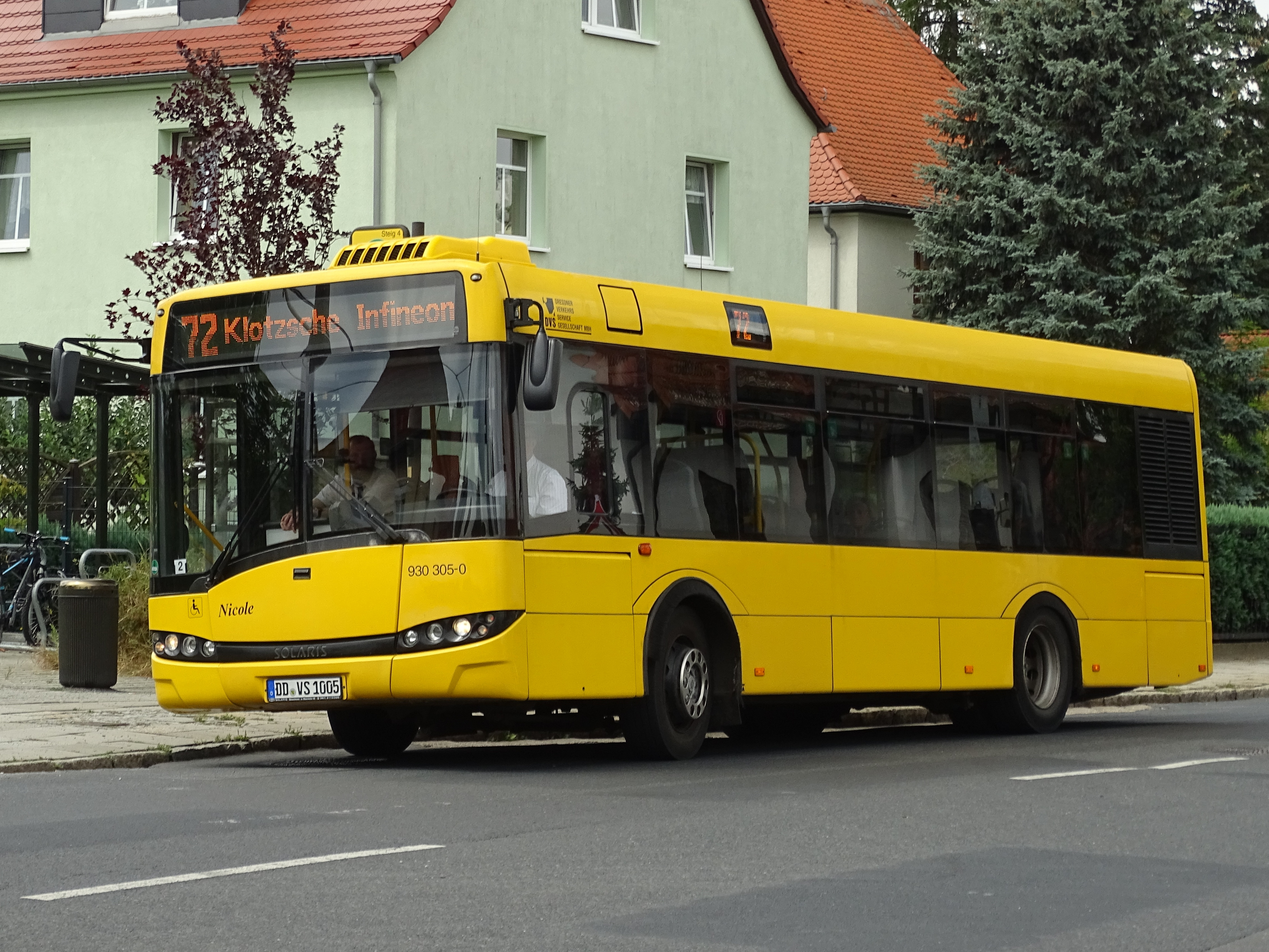
Městský autobus Solaris Urbino 10 v Drážďanech

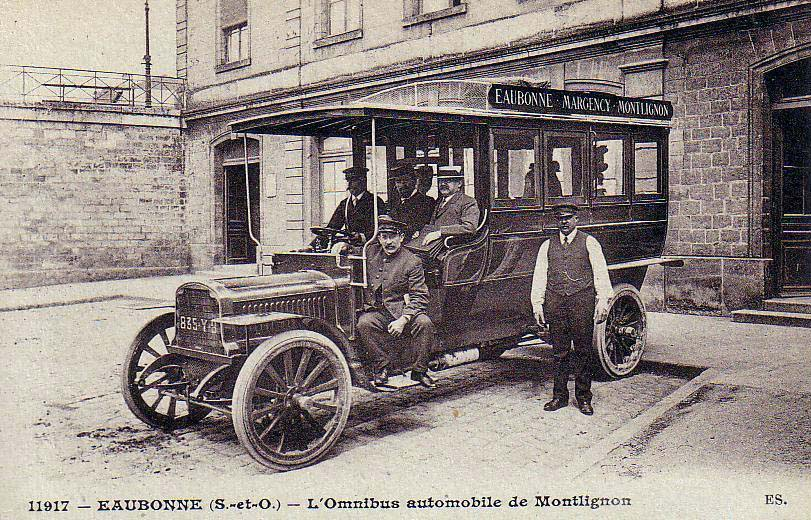
Autobus na pohlednici z doby kolem roku 1900

Autobus je motorové vozidlo určené pro přepravu většího počtu osob po silnici. Je poháněn většinou vznětovým motorem a je jedním ze základních prvků moderní hromadné dopravy osob od 50. let 20. století.

## Historie autobusu

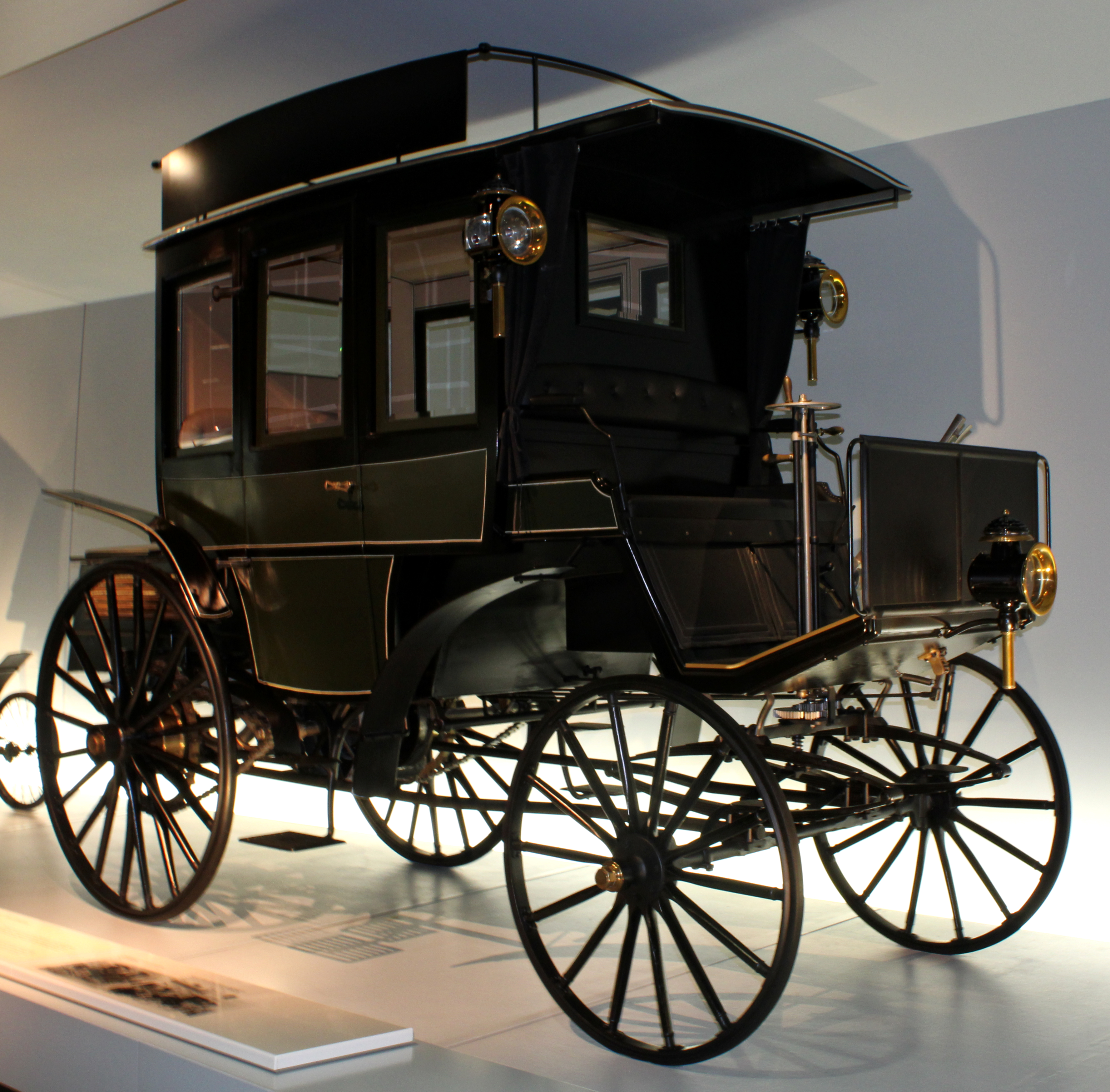
Jeden z prvních autobusů v muzeu Mercedes-Benz

První autobus (tehdy ještě pod názvem omnibus) se spalovacím motorem představil Karl Benz v roce 1895, do pravidelného linkového provozu se dostal v říjnu roku 1899 v Londýně. Tehdy se jednalo o velmi nespolehlivá vozidla, navíc pro velmi omezený počet cestujících (okolo 10–20 osob). Vývoj však šel rychle dopředu a okolo roku 1930 již autobusy uvezly až 50 lidí a byly poháněny různými palivy – na svítiplyn, na naftu, na dřevoplyn atp. Hlavní rozvoj autobusové dopravy však nastal až krátce po 2. světové válce, když byla rozšířena infrastruktura pro automobilovou dopravu (zlevnil benzín a nafta, byly kvalitnější silnice apod.). Ve druhé polovině 20. století autobusy postupně převládly v městské hromadné dopravě a doplnily tak tramvaje na linkách nevyžadujících vysoké přepravní kapacity. Na rozdíl od nich jsou totiž manévrovatelnější, levnější, jednodušší a mají velmi nízké náklady na budování linek, takže si veřejnou dopravu autobusy mohou dovolit i některá menší města.

### Termín „autobus“
Pro autobus se původně používal stejný termín jako pro dřívější koněspřežný prostředek nekolejové hromadné dopravy, tedy omnibus. Pro odlišení se začalo používat označení automobilní omnibus, z čehož pak zkrácením vznikl současný termín autobus.

### Technické požadavky
Autobusy musí vyhovovat zkoušce stability, nesmí v něm být použity hořlavé a nasákavé materiály, elektroinstalace musí být odolná vůči teplotě i vlhkosti, každý autobus musí mít nejméně dvoje dveře (jedny mohou být nouzové). Maximální výška schůdku je 340 mm pro autobusy určené i pro přepravu stojících cestujících (třídy I a A) a 380 mm pro ostatní třídy (II, III a B). Bezpečnostní pásy na všech sedadlech musí mít autobusy tříd III a B schvalované v České republice od 1. dubna 2004.
Obecně není zakázána přeprava stojících cestujících na dálnicích, dálnice mohou používat i autobusy městského provedení se stojícími cestujícími a v některých případech je po dálnici vedena i linková doprava autobusy městského provedení. Zákaz přepravy stojících cestujících může však být dán podmínkami provozu konkrétního typu vozidla.

## Rozdělení autobusů

### Oficiální dělení v Evropě
Kategorie vozidel v EU definuje rámcová směrnice 2007/46/ES (jež nahrazuje dřívější 70/156/EHS) v příloze II. Vozidla M = Motorová vozidla s nejméně čtyřmi koly konstruovaná a vyrobená pro dopravu osob. M1 = nejvýše osm sedadel kromě sedadla řidiče. M2 = více než osm sedadel kromě sedadla řidiče a s maximální hmotností nepřevyšující 5 tun. M3 = více než osm sedadel kromě sedadla řidiče a s maximální hmotností vyšší než 5 tun. (Nákladní vozidla N se dle téže směrnice dělí dle maximální hmotnosti na N1 nepřevyšující 3.5t; dále N2 nepřevyšující 12t a N3 vyšší než 12t)
Směrnice dále vymezuje třídy podle počtu přepravovaných osob. Autobusy pro přepravu nejvýše 22 cestujících jsou rozděleny do třídy B (pouze pro sedící cestující) a třídy A (pro přepravu sedících i stojících cestujících). Autobusy pro více než 22 cestujících jsou rozděleny do třídy III (výhradně pro sedící cestující, pro dálkové linky), třídy II (určený pro sedící cestující, avšak umožňující i přepravu stojících, zejména pro meziměstskou dopravu) a třídy I (pro sedící i stojící cestující, především pro MHD).
Za nízkopodlažní se považuje autobus, v němž nejméně 35 % plochy pro stojící cestující je dosažitelných ze země jediným stupněm, přičemž je stanovena maximální výška schůdku.
Směrnici EHS z roku 1970 nahradila směrnice Evropského parlamentu a Rady 2007/46/EHS, kterou se stanoví rámec pro typové schvalování motorových vozidel, jejich přípojných vozidel, systémů, komponent a samostatných technických jednotek pro tato vozidla. I v nové směrnici je terminologie kategorií a typů vozidel zastaralá, směrnice z roku 2007 odkazuje na názvoslovnou normu ISO 3833 z roku 1977.

### Neoficiální dělení podle velikosti a kapacity
Obsaditelnost autobusů je dána počtem míst pro sezení a počtem míst pro stání. Počet míst pro sezení buď zahrnuje pouze cestující mimo řidiče, nebo je udáván ve formě X+1, kde +1 označuje řidiče.
Často užívaná neoficiální terminologie není ustálená, takže zejména vymezení mikrobusů, minibusů, midibusů nebo metrobusů se může v různých zemích a různých zdrojích podstatně lišit.
- mikrobusy – nejčastěji se tak označují vozidla, která mají do 9 míst včetně řidiče a celkovou hmotnost do 3,5 t.[zdroj?] Spadají do kategorie motorových vozidel s označením M1, k řízení do 8+1 míst postačuje řidičský průkaz skupiny B. Bývají odvozeny z dodávkových automobilů s karosérií typu "kombi". Sedadla jsou obvykle ve třech řadách, ke třetí řadě se přistupuje bočními posuvnými dveřmi vedle druhé řady, opěradlo pravého cestujícího ve druhé řadě je obvykle sklopné (navíc bývá druhá řada sedadel užší než řada třetí, aby vpravo (v případě zemí s pravostranným provozem) zbylo místo pro nástup do 3. řady).
- minibusy – Mají více než 8+1, ale maximálně 16+1 míst,[zdroj?] spadají do kategorie M2, k řízení je zapotřebí řidičský průkaz skupiny D1 (nebo celá skupina D). Většinou jsou odvozeny z největších karosářských provedení dodávkových automobilů – mívají největší možný rozvor dané typové řady, celková délka vozu se pohybuje okolo 6 metrů.[zdroj?] Zadní řady sedadel jsou obvykle v uspořádání dvojsedačka–ulička–sedačka. Nastupuje se buď jako u dodávky ("kokpit" pro řidiče a 1–2 spolujezdce, a oddělený prostor pro cestující, vzniklý z nákladového prostoru dodávky, s přístupem posuvnými dveřmi), nebo (dražší modely) jako u autobusu – dálkově ovládanými dveřmi vpravo vedle řidiče. Od této velikosti dále bývá zadní ze dvou náprav osazována dvojmontáží kol.[zdroj?]
- midibusy – Neoficiální označení pro autobusy větší než minibusy, avšak menší než standardní autobusy. Jsou nasazovány na málo vytížené linky nebo linky vedené trasou se stísněnými prostory (úzké ulice, prudké zatáčky). Od této velikosti dále je zapotřebí řidičský průkaz skupiny D a sedadla jsou obvykle v příčném uspořádání 2–ulička–2. Jde buď o kratší modely běžných autobusů nebo o zásadní přestavbu velké dodávky (malého nákladního vozu) s použitím širší karoserie (dnes např. na podvozku Iveco Daily, nebo dříve Ikarus 553 na podvozku Avia A30).
- standardní autobusy – Jsou dlouhé přibližně od 10 do 15 metrů, nejčastější je délka okolo 12 metrů. Autobusy délky přibližně nad 13 metrů jsou třínápravové. Ty mají vzadu místo jedné nápravy nápravy dvě. Zatímco prostřední (druhá) náprava se neotáčí, je hnací a je osazena dvojmontáží kol stejně jako zadní (druhá) náprava u dvounápravových autobusů, třetí (zadní) náprava se otáčí společně s přední (první) nápravou, avšak opačným směrem. Díky tomu je zajištěn přijatelný poloměr otáčení autobusu, avšak manévrovatelnost v úzkých prostorech je horší než u dvounápravových autobusů. Při zatáčení třínápravových autobusů dochází k většímu vybočení zadní části autobusu do opačného směru, proto je potřeba vyšší opatrnost řidiče autobusu a zvýšená pozornost ostatních účastníků dopravního provozu.
- dvoupodlažní autobusy (patrové) – Dvounápravové nebo třínápravové autobusy se dvěma podlažími. Díky druhému podlaží je větší celková kapacita cestujících. Délka je přibližně stejná jako u klasických autobusů, což je výhodné z hlediska manévrovatelnosti a průjezdnosti úzkých ulic. Výška dvoupodlažních autobusů je okolo 4 metrů.
- kloubové autobusy (dvoučlánkové autobusy) – Vznikly z požadavku větší přepravní kapacity (stejně jako patrové autobusy), která je dosažena jejich větší délkou, nejčastěji kolem 18 metrů.[zdroj?] Kvůli této délce ale musí být rozděleny kloubem, díky němuž se přední část vůči zadní může natočit. Zadní část je hnací (obsahuje motor a hnací nápravu) a chová se podobně jako přívěs, stěny autobusu v místě kloubu jsou tvořeny měchem z pružných gumových dílců, lidově nazývaným „harmonika“ (tento slangový termín se používá i pro celý kloubový autobus). Většinou jsou využívané jako městské nebo příměstské. Nejčastější jsou kloubové autobusy třínápravové, avšak lze se setkat i s čtyřnápravovými.
- dvoukloubové autobusy (tříčlánkové autobusy) – Jsou dlouhé přibližně 24 až 25 metrů[4][5] a jsou nasazovány v případě extrémní zátěže na lince. Skládají se ze tří článků propojených pomocí kloubů a mají celkem čtyři nápravy, hnací je náprava druhá. Čtvrtá, případně i třetí náprava se natáčí tak, aby zadní část autobusu následovala část přední. V Evropě je jich v provozu nejvíc v Nizozemí, v jiných zemích (hlavně v Německu) se zavádějí nebo testují. V Praze byl testován v letech 2016 až 2017 dvoukloubový autobus Van Hool AGG300,[6] ten však 20. března 2017 havaroval . Obsaditelnost dvoukloubových autobusů je okolo 180 osob[4], což je staví na úroveň velkokapacitních tramvají nebo lehkého metra, zavádí se pro ně termín "metrobus" (tento název je však mnohde užíván i pro autobusy jiných typů).
- Kombinace předchozích typů, jako např. třínápravové patrové, kloubové patrové.
- Letištní autobusy nesplňující podmínky pro jízdu na silnicích (širší a delší, mají velkou kapacitu a na letištních plochách odpadá problém se zatáčením, otáčením atd).
- autobusové přívěsy – Nejen v Československu se používaly polské autobusové přívěsy Jelcz (prosklený dvouosý přívěs se sedačkami, vyráběný z komponent licenční výroby autobusů RTO) za autobusy Škoda 706 RO a RTO. Pak byly nahrazeny autobusy Karosa ŠL 11 později prvními linkovými kloubovými autobusy, v Československu to byly Karosa C 744. Dnes je možné vidět autobusové přívěsy např. ve Švýcarsku, připojené za trolejbusy.
- autobusové návěsy – V Československu byl provozován prototyp autobusového návěsu Karosa NO 80 postaveného na základě autobusu RTO, jako tahač sloužil dvounápravový sedlový tahač Škoda 706.
- turistické vláčky – Turistické vláčky jsou buď stavěny na upravených dodávkách s cca jedním až dvěma přívěsy (vyhlídková jízda městem) nebo jsou tvořeny motorovým vozidlem ve tvaru historické lokomotivy, které táhne obvykle dva až čtyři přívěsy (vyhlídková jízda městem, jízda v zoo…). V národním parku Plitvická jezera jezdí velkokapacitní soupravy pro dopravu osob, tvořené nákladním vozem Mercedes Unimog a dvěma dvouosými přívěsy.

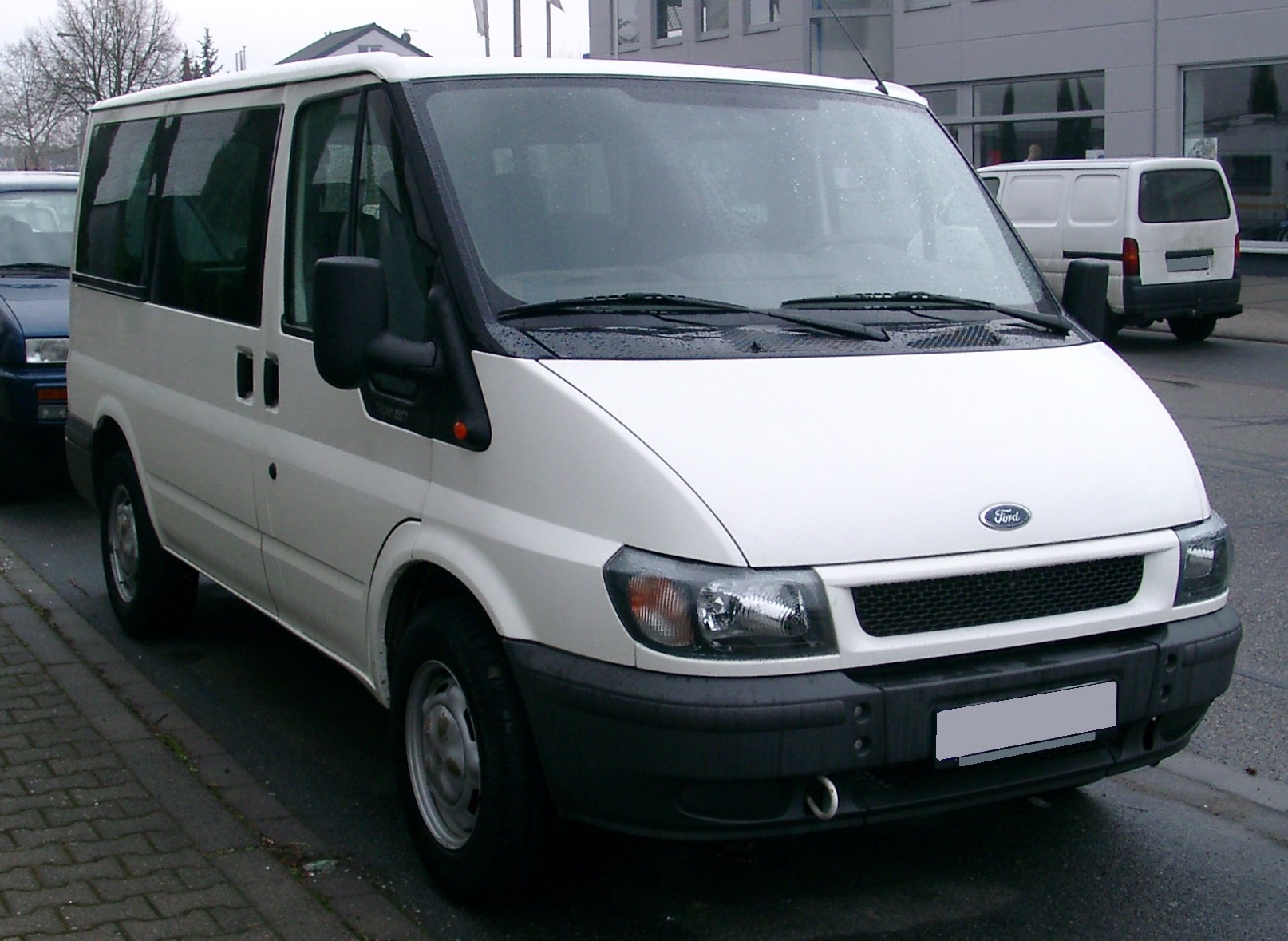
Mikrobus na základu dodávky Ford Transit
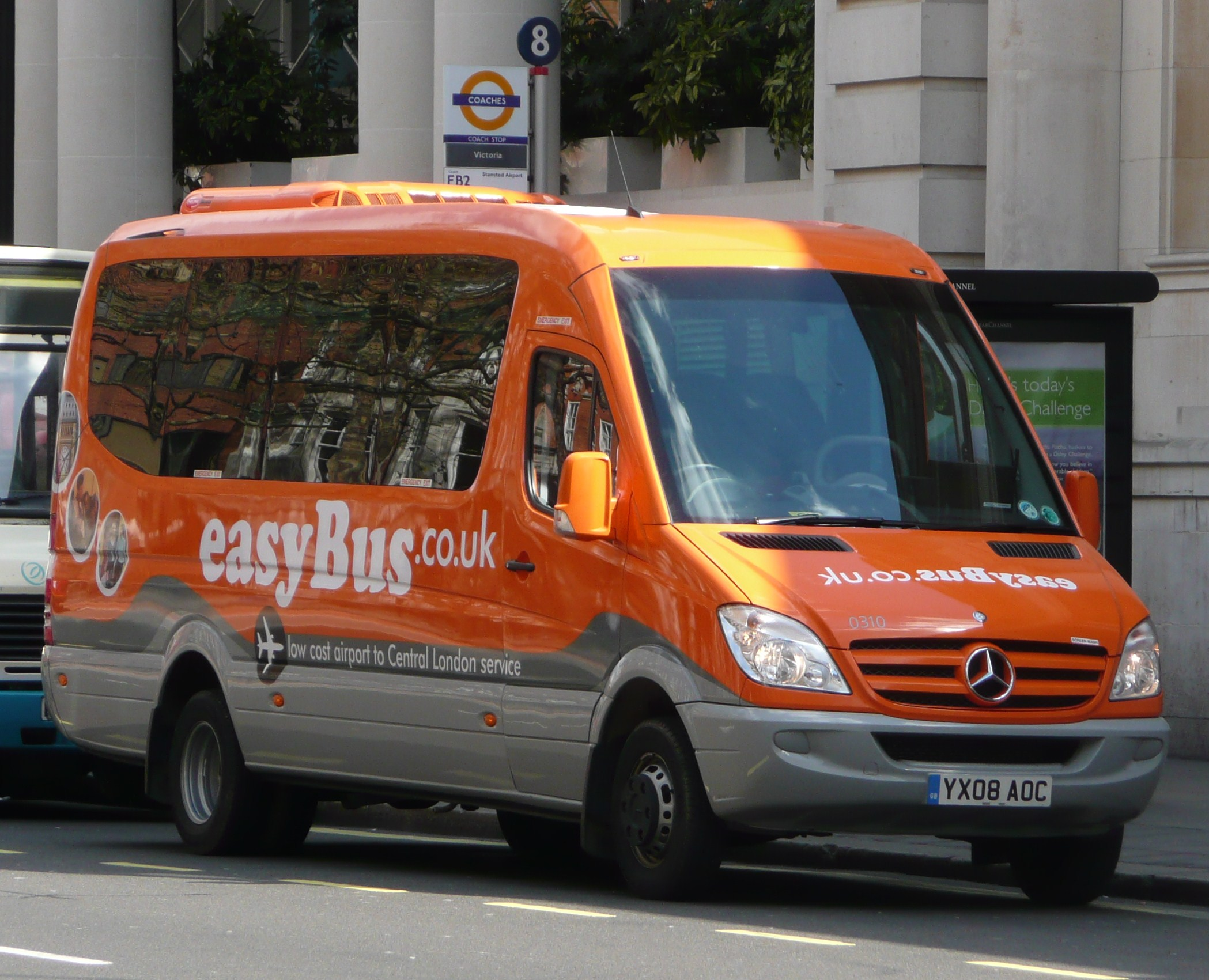
Minibus na základě vozidla Mercedes-Benz Sprinter
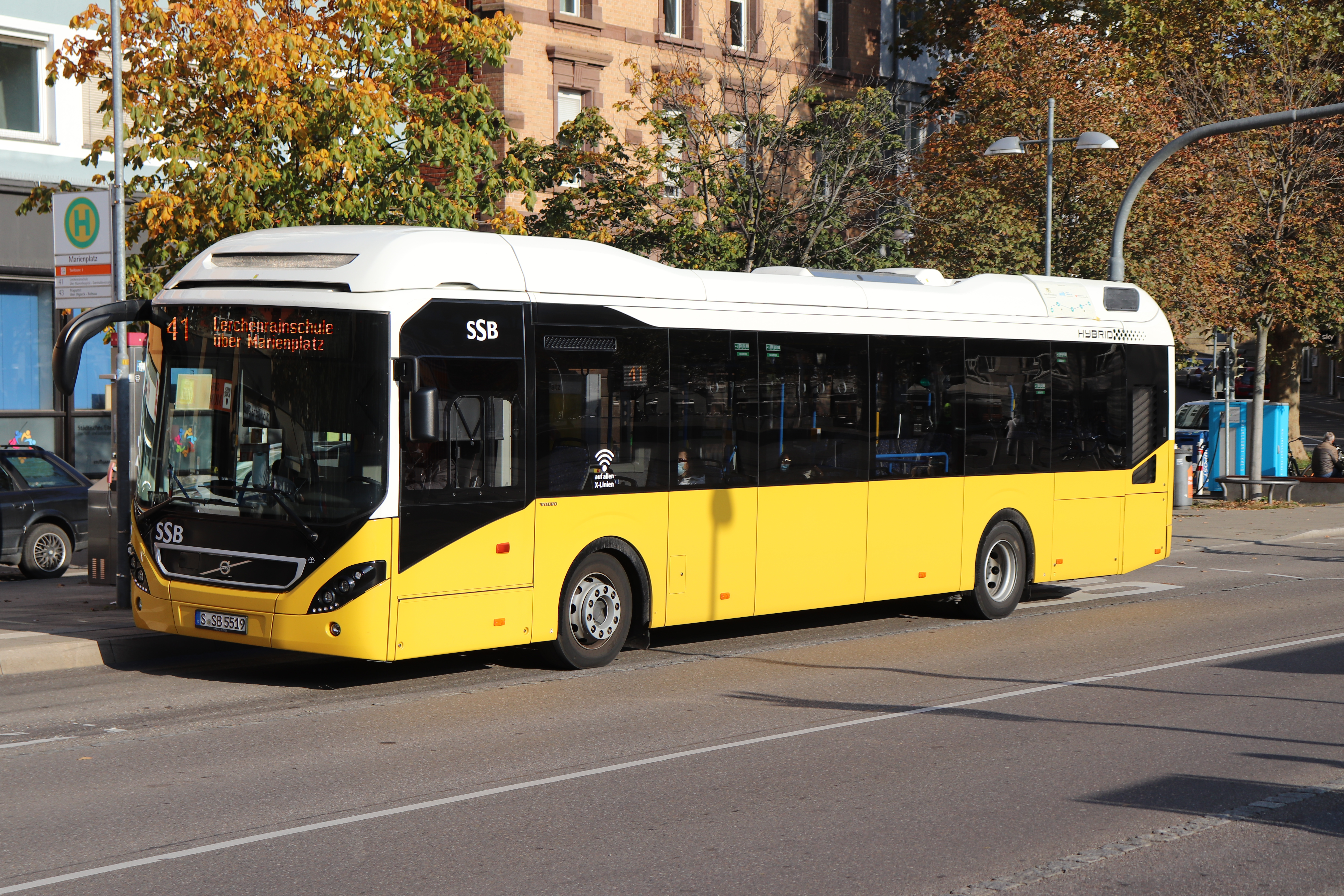
Městský zcela nízkopodlažní autobus Volvo
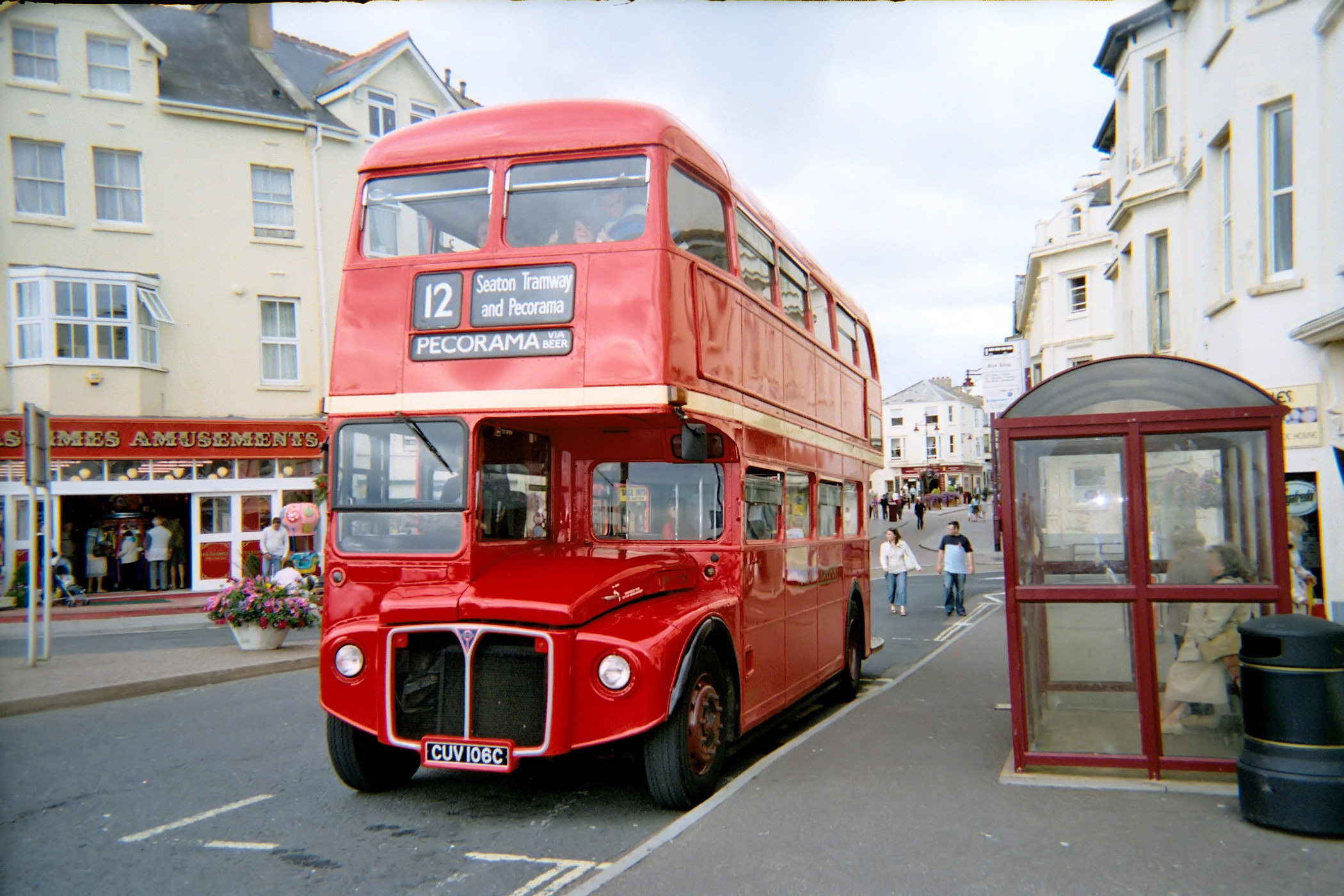
Patrový autobus Routemaster, který se stal symbolem Londýna
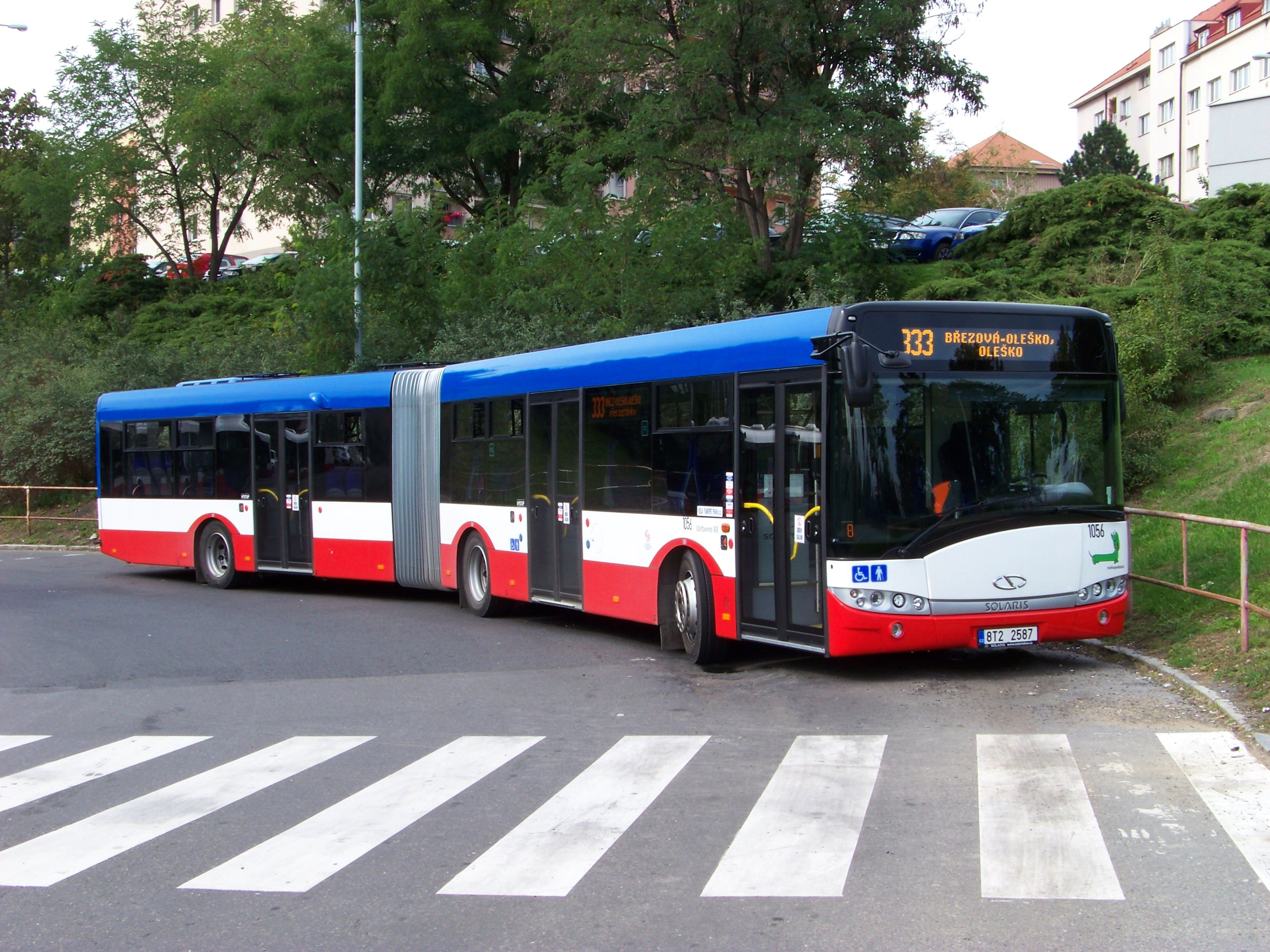
Kloubový autobus Solaris Urbino
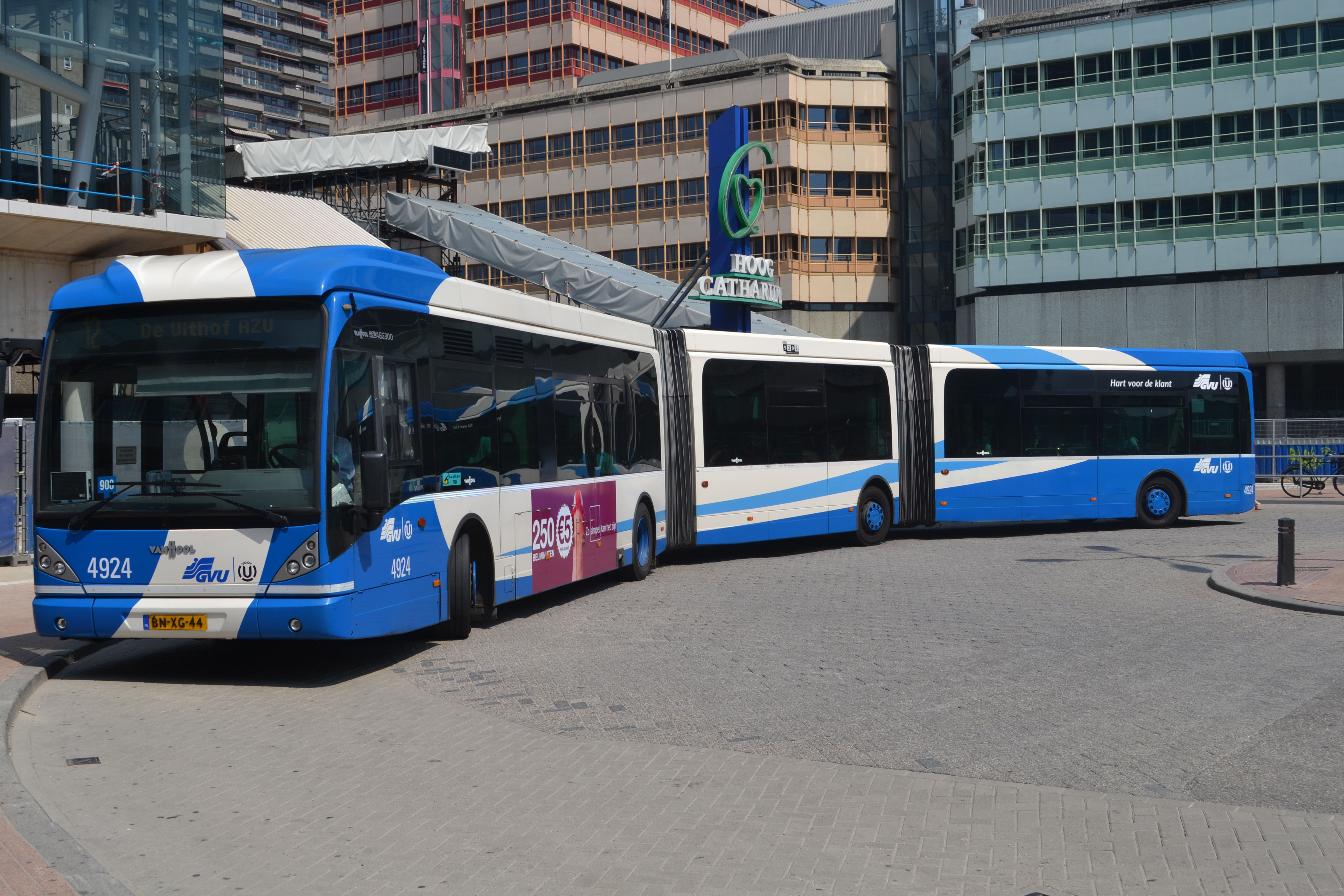
Dvoukloubový autobus výrobce Van Hool
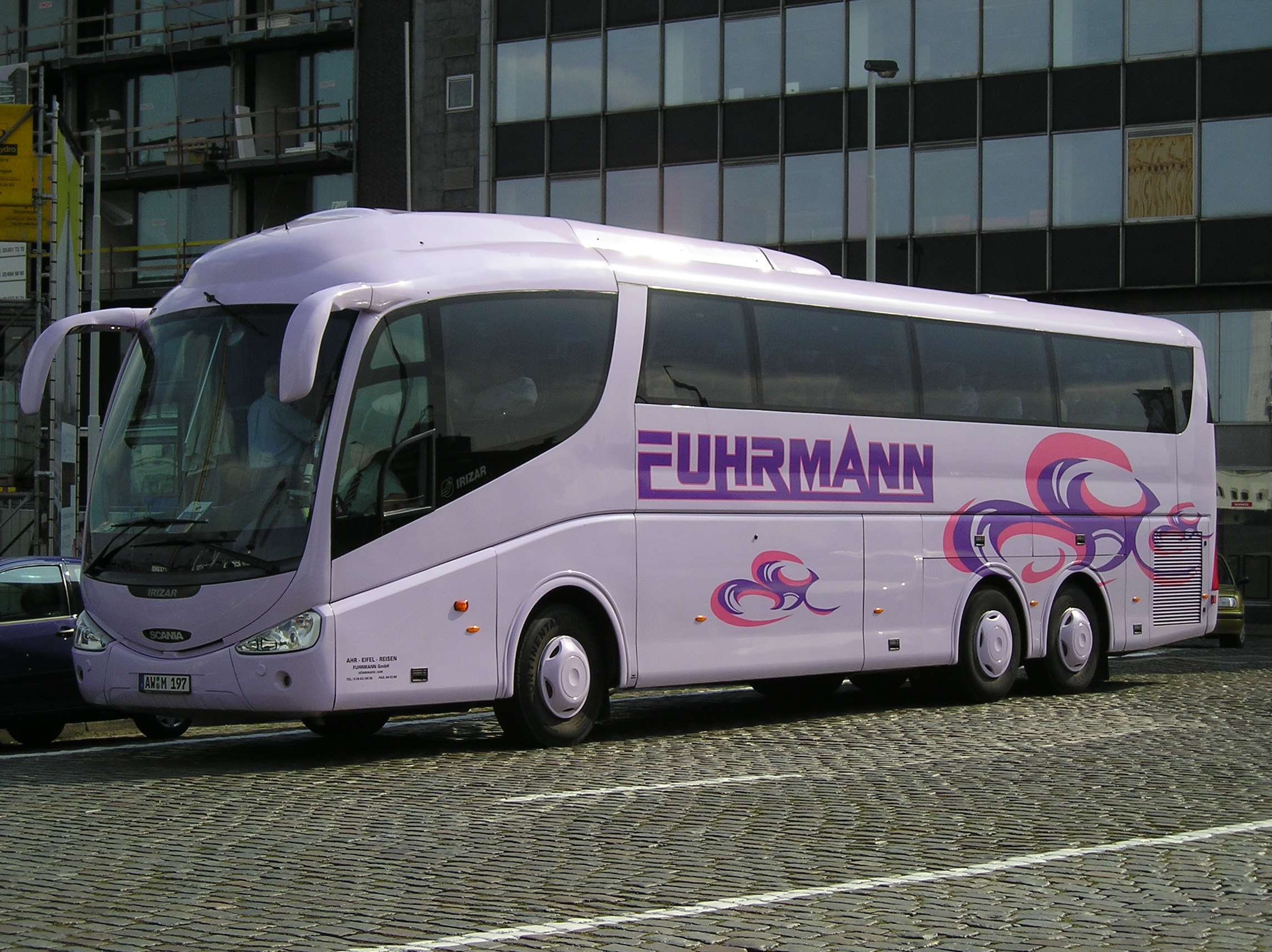
Zájezdový autobus Scania

### Podle použití
- městské autobusy – Jsou určené pro dopravu ve městech, často mají větší počet dveří (2–5 dle délky autobusu), více míst k stání, madla a tyče na držení za jízdy, jednodušší sedačky a jejich menší počet. V současnostni jsou nejčastěji částečně nízkopodlažní (anglicky označované jako low entry – LE) nebo zcela nízkopodlažní (anglicky označované jako low floor – LF). Od 80. let 20. století je u nich používána automatická převodovka. Kromě autobusů s naftovým pohonem se lze setkat i s autobusy s pohonem na plyn (CNG, LNG), na elektřinu (elektrobusy) nebo s hybridním pohonem. Testují se i autobusy s vodíkovým pohonem (FCEV). Ve velkých městech výběr přepravného většinou neprovádí řidič[zdroj?], je nahrazen označováním jízdenek, nebo čipovými systémy.
- příměstské autobusy (linkové) – Jsou určené k zajišťování dopravního spojení měst s vesnicemi či jinými městy. Mají menší počet dveří (2–3 dle délky autobusu) a velký počet sedadel, které jsou pohodlnější než v městských autobusech. V současnosti jsou nejčastěji částečně nízkopodlažní (anglicky označované jako low entry – LE), avšak mohou být i zcela nízkopodlažní (anglicky označované jako low floor – LF). Mají mechanickou, poloautomatickou nebo automatickou převodovku. Pohon bývá nejčastěji naftový nebo plynový (CNG, LNG). Výběr přepravného většinou provádí řidič, proto se nastupuje předními dveřmi.Výstavní kus částečně nízkopodlažního třínápravového autobusu Autosan Eurolider 15 LE, určeného pro příměstský provoz

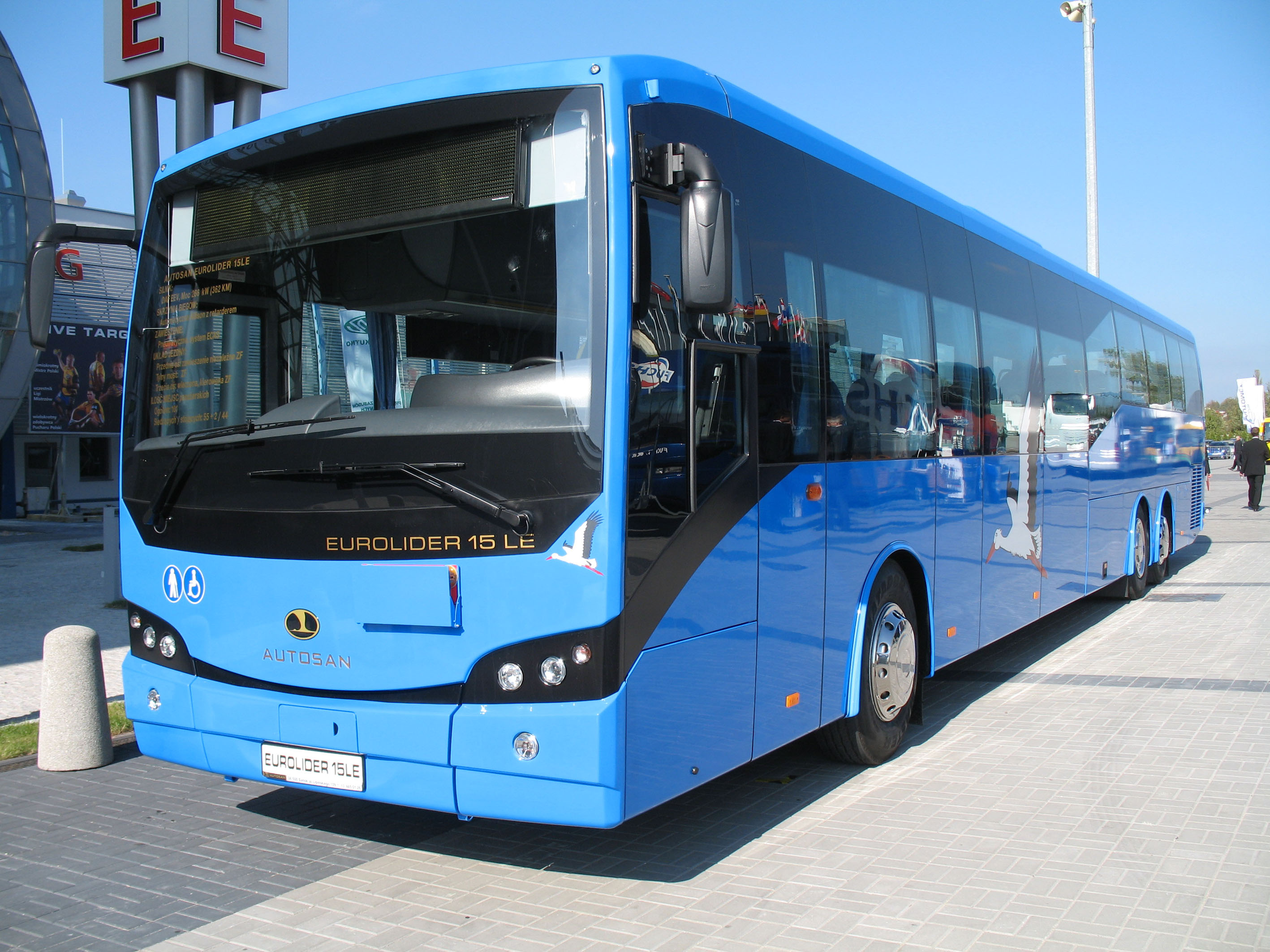
Výstavní kus částečně nízkopodlažního třínápravového autobusu Autosan Eurolider 15 LE, určeného pro příměstský provoz

- dálkové autobusy – Jsou to autobusy určené pro provoz na linkách mezi městy a obcemi, do vzdálenosti 150 až 200 km. Mají jedny nebo dvoje dveře a není v nich povoleno stání. Technicky jsou to autobusy pro vyšší rychlosti (100 km/h i více), mají výkonný motor a nejsou nikdy kloubové (často klasické 12metrové, nebo třínápravové 15metrové). Od roku 2002 mají předepsány nové dálkové autobusy taktéž bezpečnostní pásy jako v osobním automobilu. Některé bývají vybaveny záchodem, nápojovým automatem, přístroji na pouštění filmu a hudby a klimatizací. Dnes neexistuje ostrá hranice mezi dálkovými a turistickými autobusy (dříve byly turistické luxusnější, dnes se jim dálkové vyrovnaly).
- turistické autobusy (autokary) – Jsou určeny pro nelinkový provoz na střední a i dlouhé trasy, podle objednávek na zájezdech a jiných dlouhých trasách. Konstrukcí jsou shodné buďto s autobusy meziměstskými nebo dálkovými. Často jsou navíc vybaveny záchodem, televizí a větším prostorem pro cestující a zavazadla. Mohou táhnout přívěs (na lodě, jízdní kola), nebo mít na zádi instalovanou skříň na lyže. ČESMAD Bohemia rozděluje turistické autobusy podle 32 kritérií do čtyř kategorií (autokar, výletní autokar, turistický autokar a luxusní turistický autokar), přičemž rozhodující pro zařazení je zejména standard pohodlí (výška, nastavitelnost a vzdálenost sedadel) a kapacita zavazadlového prostoru, zatímco další výbava (klimatizace, WC, videopřehrávač, ohřívač jídla) nemá na toto zařazení vliv a je pouze u vyšších kategorií doporučené; chladnička je vyžadována pro luxusní turistický autokar.[3][7]
- hotelbusy – Tyto autobusy jsou určené pro provoz na nejdelších trasách – často až 5 000 km. Jedná se o speciální dálkové a většinou patrové autobusy, které mají uvnitř kuchyně, koupelnu a spací kóje s lůžky, případně sedačky, které je možné sklopit a přestavět na postele. Používají se velmi zřídka. Jejich variantou jsou různá obytná a většinou luxusní provedení, sloužící jako zázemí např. hudebním skupinám na turné. Přeprava spících cestujících je však v Evropě zakázána.
- školní autobusy – Jsou navrženy pro přepravu dětí, mají menší rozestupy mezi sedadly a mají řešen prostor pro školní brašny. Typickým představitelem je Karosa Récréo
- speciální autobusy – jedná se o účelové (např. letištní) autobusy, terénní autobusy, nebo o nákladní automobily přestavěné použitím nástavby pro přepravu osob (takzvané přepravníky osob).

### Dle výšky podlahy
- vysokopodlažní autobusy – Podlaha je vysoko nad povrchem vozovky, vede k ní několik schodů. Pod podlahou je většinou zavazadlový prostor – vhodné pro dálkové a turistické autobusy. Neumožňují přepravu vozíčkářů. Mohou mít prostor pro kočárky, avšak nástup s kočárkem do schodů je velmi obtížný.
- středněpodlažní autobusy – Podlaha je přibližně 800 až 900 mm nad povrchem vozovky. Někdy jsou označovány za autobusy se standardní výškou podlahy, jindy jsou označovány za autobusy vysokopodlažní. Pod podlahou se může nacházet zavazadlový prostor menších objemů.
- částečně nízkopodlažní autobusy (Low Entry – LE) – Přední část autobusu je nízkopodlažní. V zadní části autobusu je podlaha vyvýšená, nachází se pod ní motor, převodovka a palivová nádrž. Bývají vybaven rampou pro vozíčkáře, umožňují i jednodušší přepravu kočárků. Jsou vhodné pro příměstský a městský provoz.
- zcela nízkopodlažní autobusy (Low Floor – LF) – Podlaha autobusu je přibližně 320 až 360 mm nad povrchem vozovky. Prostor pro cestující je zmenšen o prostor s motorem a převodovkou, který se většinou nachází v zadní části autobusu. Bývají vybaveny rampou pro vozíčkáře, umožňují i jednodušší přepravu kočárků. Jsou vhodné pro městský a příměstský provoz.
- dvoupodlažní autobusy (patrové) – Dolní podlaží je nízkopodlažní, k hornímu podlaží vedou schody.

### Dle pohonu
- naftové (dieselové)
- plynové (CNG, LNG)
- elektrické (elektrobusy)
- hybridní (kombinace spalovacího motoru a elektromotoru)
- vodíkové (FCEV)
- trolejbusy (nejsou považovány za autobusy)

## Výrobci autobusů
- ACEV (karosárna, používá podvozky Mercedes-Benz, MAN, Renault)
- Autosan
- Durisotti (PSA, Fiat, Renault Trucks)
- Ernst Auwärter (Mercedes-Benz)
- Evobus (Mercedes-Benz, Setra)
- Fast Concept Car (Renault, Mercedes-Benz)
- Gruau
- Heuliez
- Ikarus
- Iveco Bus (Renault VI, Iveco, Matra, Ikarus, Iveco Czech Republic (dříve Karosa))
- Jelcz
- MAVE
- LAZ
- LiAZ
- MAN
- Mercedes-Benz
- Neoplan
- Novabus
- Renault Trucks
- Scania
- Setra
- SlovBus
- Solaris
- Solbus
- SOR
- Tedom
- Temsa
- Van Hool
- VDL Bova
- VehiXel
- Volvo